# بنك برقان
بنك برقان هو مصرف كويتي تابع لشركة مشاريع الكويت القابضة (KIPCO). ويعد بنك برقان من أحدث وأنشط المصارف التجارية في دولة الكويت حيث أنشئ في عام 1977.
ومنذ ذلك الوقت استطاع بنك برقان أن يحتل موقعاً ريادياً في مجال الخدمات المصرفية الشخصية وخدمات الشركات والخدمات الاستثمارية وذلك من خلال تقديم منتجات مبتكرة وتوظيف قنوات متطورة ذات تقنية عالية.

## إستراتيجية البنك
شرع بنك برقان في أواخر عام 2006 في تنفيذ مشروع «المستقبل المشرق» الذي يمثل تحوُل كبير في النهج الذي تقوم عليه أهدافه طويلة الأجل، ورضاء العملاء، وعملية الارتقاء والتكنولوجيا والعناية بالموظفين. ومشروع «المستقبل المشرق» مبني على مفهوم الارتقاء بثلاث دعائم رئيسية هي كفاءة الموظفين، والتقدم التكنولوجي، ورضاء العملاء.
في عام 2006 بدأ بنك برقان في تنفيذ إستراتيجية شبكة الفروع والتي تم إنجازها في الربع الأول من عام 2008، وهي تمثل مفهوما جديداً في المنطقة حيث يتم تلبية احتياجات الشرائح المختلفة من العملاء من الخدمات المصرفية في ثلاثة أنواع مختلفة من الفروع:
- فروع «الحلول المتكاملة» تعمل على تقديم المشورة الخاصة للعملاء لمساعدتهم على اتخاذ القرارات المالية الواعية (مثل الاستثمارات والقروض وغيرها)
- فروع «المراكز المالية» تقدم خدمة المعاملات المصرفية الخاصة وخدمة العملاء المتميزين والمؤسسات
- «فروع المعاملات» تقدم الخدمات المصرفية الأساسية للعملاء ولعملائنا من الشركات الصغيرة والمتوسطة.

## التوسع والانتشار
يتمتع بنك برقان بشبكة فروع واسعة تتمثل في 27 فرعاً وما يقارب أكثر من مائة جهاز سحب/إيداع آلي في الكويت، كما يتمتع بنك برقان بأكبر شبكة فروع اقليمية في عدد من بلدان العالم حيث تضم أكثر من 233 فرعاً في تركيا والأردن والجزائر والعراق وتونس ولبنان وفلسطين.

## شهادات وجوائز
- أعيد اعتماد بنك برقان لشهادة الأيزو 9001:2000 لكافة المعاملات المصرفية، كأول مؤسسة مالية في دول مجلس التعاون الخليجي تحقق مثل هذا الإنجاز.
- بنك برقان هو البنك الوحيد في دولة الكويت الفائز بجائزة الجودة من مؤسسة جي بي مورجان تشيس للسنة العاشرة على التوالي وذلك لحفاظ البنك على المستويات العالية للجودة في عمليات التحويلات الدولية.
- حصل على «جائزة حوكمة الشركات من UAB» عام 2007.
- وقد اختير بنك برقان ضمن أفضل ثلاثة مؤسسات مرشحة في منطقة الشرق الأوسط لعام 2007 للحصول على جائزة الإنجاز في الأعمال لفئة التميز في التسويق. ويعتبر بنك برقان هو المؤسسة المصرفية والمالية الوحيدة التي تأهلت لهذا الترشيح النهائي بعد تقييم دقيق، رغم التنافس مع ما يقرب من مائة مؤسسة في الإقليم.
- في أوائل عام 2007، اختير بنك برقان كأحسن بنك محلي خاص في الكويت نتيجة للاستفتاء السنوي الرابع للبنوك الخاصة لعام 2007 من «يوروماني»، مما يعكس المعايير المتقدمة التي يوفرها بنك برقان في خدمات إدارة الثروات.
- حصل البنك على شهادة تقدير «كومرز بانك» لسنتين متواليتين وذلك لحفاظه على معايير جودة عالية وكفاءة ومصداقية في كافة عملياته الخاصة باليورو.
- أعاد «ستاندرد أند بورز» تصنيفه المستقبلي للبنك ورفعه من ثابت إلى إيجابي بالإضافة إلى تثبيت تصنيف الائتمان المقابل على المدى الطويل بدرجة BBB+ و. على المدى القصير A-2
- قامت مؤسسة موودي لخدمات المستثمرين مؤخراً برفع تصنيف المتانة المالية للبنك من D+ إلى C-
- قامت مؤسسة «كابيتال انتليجنس» برفع تصنيف المتانة المالية للبنك من BBB إلى A-. كما رفعت تصنيف وضع العملات الأجنبية على المدى القصير إلى A2 وتصنيف وضع العملات الأجنبية طويل المدى من BBB إلى A-.

## الخطط المستقبلية
أعلن بنك برقان مؤخراً خططه لشراء حصص بنك الخليج المتحد في أربعة مشاريع إقليمية بمبلغ إجمالي قدره 725 مليون دولار أمريكي (194 مليون دينار كويتي). وهذه الصفقة التي تنتظر الاعتماد من السلطات المعنية في الكويت والبحرين وأربعة دول أخرى، ستجعل من البنك واحد من أكثر البنوك التجارية انتشارا جغرافياً في منطقة الشرق الأوسط وشمال إفريقيا.

## وصلات خارجية
موقع بنك برقان الإلكتروني